# The Breaking of the Drought
The Breaking of the Drought è un film del 1920, diretto da Franklyn Barrett, basato sul lavoro teatrale omonimo di Bland Holt e Arthur Shirley, del 1902.

## Trama
È siccità nella regione dell'outback australiano dove Jo Galloway, insieme alla moglie e alla figlia Marjorie – e coaudiuvato da diversi lavoranti -  gestisce la fattoria "Wallaby Station": sono tempi difficili, il terreno, rinsecchito, si crepa, il bestiame scheletrisce, si abbattono arbusti per nutrirlo, invece del tradizionale mangime. Non bastasse Jo ha rogne – come a volte capita – con la banca mutuante. I Galloway decidono quindi di estinguere il debito utilizzando un capitale, non certo eccelso, che la moglie di Jo ha ereditato da un parente, e si recano a Sydney per definire la transazione.
Giunti in città, l'istituzione bancaria comunica loro che il conto della signora Galloway è in rosso, e il motivo pare essere stato una eccessiva emissione di assegni, che, tra l'altro, paiono essere stati emessi con una firma falsa. È proprio così: l'altro figlio dei Galloway, Gilbert, di stanza a Sydney per terminare i propri studi in medicina, era stato irretito dal truffatore Varsy Lyddleton, al punto che il ragazzo, per quanto colto da ripensamenti, aveva falsificato gli assegni della madre per affittare un lussuoso appartamento per sé e per l'amante Olive Lorette, complice di Lyddleton, e far condurre una vita lussuosa ai suoi sfruttatori.
Gilbert è ricercato per la falsificazione di assegni. Sua madre, per salvare il figlio dalla prigione, dichiara di averli firmati lei in prima persona. Di conseguenza, la banca pignora la fattoria. Jo Galloway finisce collo stabilirsi in città con moglie e figlia, dedicandosi ai lavori più umili, mentre disconosce Gilbert.
Tom Wattleby, abitante in prossimità della Wallaby Station, era il fidanzato di Marjorie, e traeva il proprio sostentamento dal commercio di cavalli, che egli raccoglieva fra le fattorie della regione per poi esportarli in India, con un non indifferente profitto. Tornato da uno dei suoi viaggi d'affari egli incontra a Sydney un antico lavorante della fattoria dei Galloway, Walter Flour, detto Damper, che, a seguito dell'espropriazione di Wallaby Station si era trasferito in città. Damper rende edotto Tom del recente destino dei Galloway.
Tom Wattleby ha intenzione e mezzi sufficienti per riscattare Wallaby Station e restituirla a Jo. Per non ferire l'orgoglioso Jo egli fa figurare Damper come destinatario dell'eredità di un suo fantomatico ricco zio di Benalla, in realtà non esistente. In tal modo la fattoria ritorna in possesso dei Galloway.
Lyddleton e Olive si rendono conto che, a questo punto, non sono più in grado di spremere danaro da Gilbert, ormai sul lastrico. Lyddleton vuole impadronirsi dei gioielli che Olive ha ottenuto dal suo rapporto con Gilbert (e da diversi altri precedenti rapporti di convenienza), ed arriva al punto di ucciderla per derubarla. Scoperto, Lyddleton stesso, nel tentativo di fuggire, si getta da una finestra trovando la morte.
Gilbert, ormai allo sbando, si mette a vagare nel bush, lontano dalla città, proprio in vicinanza di Wallaby Station. A coronare l'estenuante siccità un grande incendio si sviluppa nella località. Avendo saputo che un vagabondo è rimasto intrappolato dalle fiamme, Tom si mette alla sua ricerca, e riesce a salvarlo portandolo al primo posto disponibile e fuori dal pericolo, Wallaby Station. Qui il vagabondo viene riconosciuto come Gilbert, e Jo, vedendolo scampato ad un così prossimo pericolo, lo perdona.
Nel frattempo un imponente temporale si sviluppa, primo di una vasta serie di piogge. È la fine della siccità (the breaking of the drought): in breve tempo la condizione agricolturale-pastorizia della regione si risolleva, permettendo all'economia della fattoria Wallaby Station di rifiorire.
Gilbert, rinsavito, è ritornato nell'ambito della famiglia; Tom e Marjorie si sposano.

## Produzione
Le riprese sono iniziate nel dicembre del 1919; gli esterni sono stati girati a Narrabri e Moree (Nuovo Galles del Sud), gli interni in uno studio di posa allestito al Theatre Royal di Sydney.
In seguito è stata aggiunta una sequenza – che manca nella maggior parte delle pellicole in circolazione – contenente un balletto acquatico e un'esibizione di tuffi da parte di "ninfe acquatiche", girata in un parco nazionale presso Sydney.
La protagonista femminile Trilby Clarke, dopo la realizzazione del film, ha iniziato una carriera teatrale e cinematografica negli Stati Uniti.

## Distribuzione
The Breaking of the Drought è uscito nelle sale cinematografiche australiane il 19 giugno 1920.
Il film è stato a lungo considerato perso, fino a che nel 1976 una pellicola è stata ritrovata in una casa a Hornsby, il che ha permesso all'australiano National Film and Sound Archive di restaurare il film nella sua interezza.
The Breaking of the Drought è stato edito in VHS dal 1990 (con successive edizioni) a cura del National Film and Sound Archive; non risultano edizioni commerciali in DVD.

## Influenza culturale
Alcune scene di The Breaking of the Drought sono riprodotte nel video del 1997 Women of the Silent Era: Virgins, Vamps and Heroines, prodotto da Marilyn Sue Dooley, una raccolta di spezzoni di opere cinematografiche australiane dal 1911 al 1930 selezionate a cura del National Film and Sound Archive of Australia.

## Altro

### Opera teatrale originale

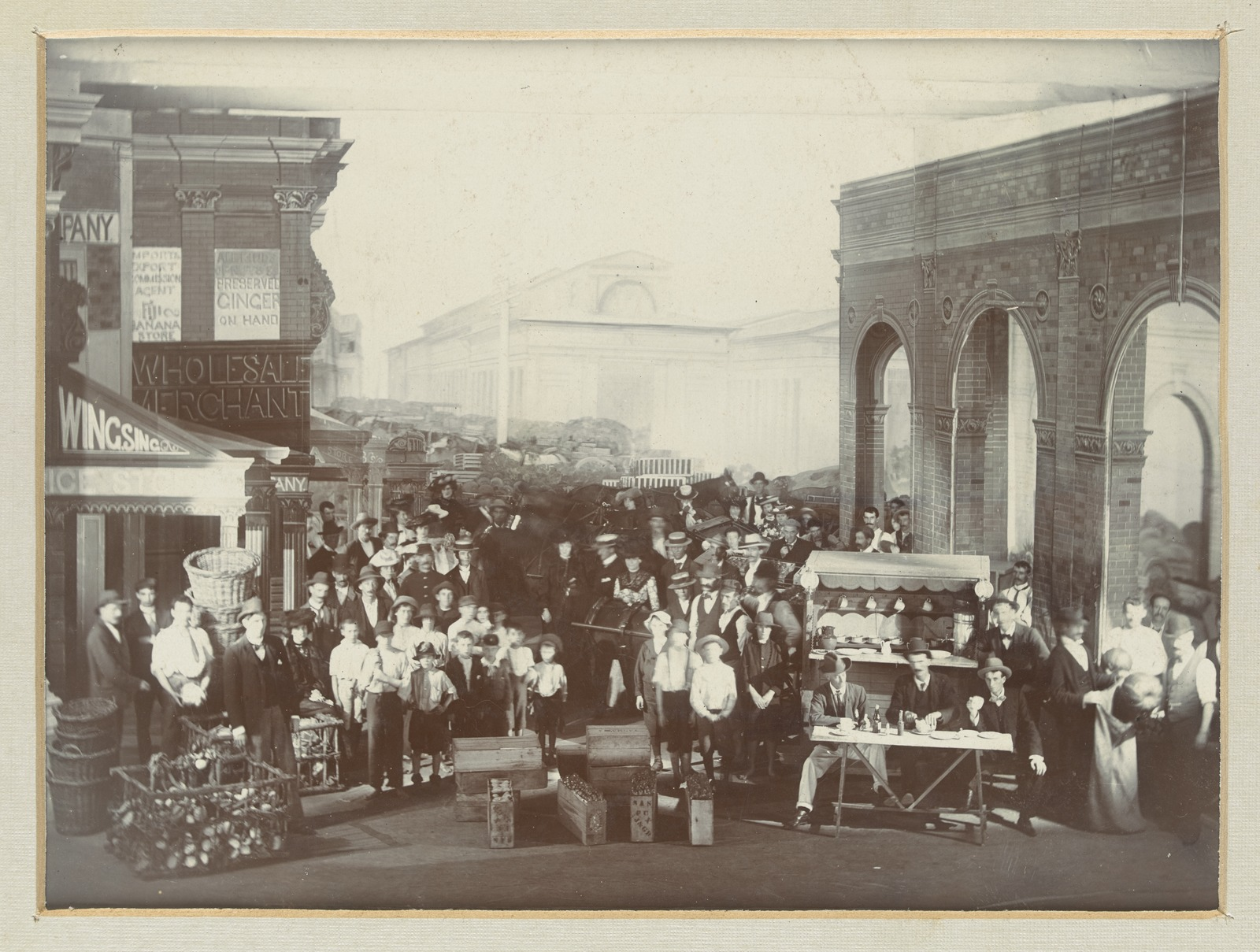
Scena di una rappresentazione teatrale di The Breaking of the Drought del 1902 (collezione StateLibrary, Victoria)

Primo dei due lavori teatrali di Shirley messi in scena da Bland Holt (il secondo sarà The Path of Thorns, col titolo Besieged in Port Arthur) The Breaking of the Drought ha avuto la sua prima rappresentazione teatrale al Lyceum Theatre di Sydney il 26 dicembre 1902, riscuotendo un grande successo. Il pubblico e la critica erano impressionati dal grande dispiego di materiali sul palco: vi apparivano cavalli ed alberi veri, una riproduzione realistica dello storico Paddy's Market di Sydney, una piscina (ad una rappresentazione del 1903 ha preso parte la nuotatrice Annette Kellerman).
Bland Holt ha negato a lungo il permesso di realizzare versioni cinematografiche dell'opera teatrale prima di concederlo a Barrett e Percy Rea.

### Controversie
Il deputato del Nuovo Galles del Sud Walter E. Wearne ha sollevato un'interrogazione in Parlamento lamentando che la descrizione della siccità presente nel film avrebbe potuto ingenerare una brutta impressione se mostrata all'estero. Il Chief Secretary ha rassicurato Wearne ricordandogli che la legge prevedeva che il Minister of Customs poteva vietare l'esportazione del film qualora lo ritenesse "dannoso per il Commonwealth.